# Quốc ca Cộng hòa Sakha
Quốc ca Cộng hòa Sakha (Tiếng Yakut: Саха Өрөспүүбүлүкэтин өрөгөйүн ырыата, Saxa Öröspüübülüketin örögöyün ırıata, Tiếng Nga: Государственный гимн Республики Саха) hay Quốc ca Yakutia là một trong những biểu tượng chính thức của Cộng hòa Sakha, cùng với quốc kỳ và huy hiệu.
Ban đầu bài hát được viết bằng tiếng Yakut bởi Savva Tarasov và Mikhail Timofeyev. Nó được dịch sang tiếng Nga bởi Vladimir Fedorov. Phần nhạc được sáng tác bởi Kirill Gerasimov. Bài quốc ca được chấp nhận chính thức vào ngày 15 tháng 7 năm 2004. Phần nhạc của bài quốc ca được chơi ở cung Fa trưởng.

## Bối cảnh

### Sáng tác
Sau khi Cộng hòa Sakha trở thành một quốc gia có chủ quyền riêng biệt, hiến pháp đầu tiên đã được thông qua. Vào thời điểm đó, không có quốc ca chính thức nào của Cộng hòa Sakha tồn tại. Hiến pháp chỉ quy định rằng:
Cộng hòa Sakha (Yakutia) có Quốc huy, Quốc kỳ và Quốc ca.

- Hiến pháp Cộng hòa Sakha (1992), Điều 140 
Sau khi phê chuẩn hiến pháp mới, một ủy ban cho việc tạo ra quốc ca đã được thành lập, với nhà thơ Savva Tarasov làm chủ tịch. Một cuộc thi cho quốc ca đã được công bố. Hàng trăm bài nộp cho quốc ca đã được nhận từ khắp cả nước, nhưng ủy ban đã không chấp thuận bất kỳ bài nộp nào. Điều này khiến Savva Tarasov bị thay thế từ vị trí của bà vào tháng 9 năm 1992 bởi Phó Chủ tịch Chính phủ Cộng hòa Sakha, K.K. Koryakin.
Sau thất bại này, chủ tịch của Cộng hòa Sakha, Mikhail Nikolayev, được ủy thác cho Bộ Văn hóa Cộng hòa Sakha, tiếp tục tìm kiếm quốc ca. Vào tháng 9 năm 1995, tại một cuộc họp của Hội đồng Nhà nước Cộng hoà Sakha, một bài quốc ca được đề xuất đã được trình bày. Lời bài hát của bài quốc ca được viết bởi Dmitry Sivtsev. Phần nhạc của bài quốc ca được dựa trên đoạn điệp khúc cuối cùng từ vở opera Nyurgun Bootur, được sáng tác bởi Mark Zhirkov và Heinrich Litinsky, và được Y. Sheykina sắp xếp lại.
Năm 2000, một ủy ban mới được thành lập, dưới sự lãnh đạo của Thứ trưởng Nhân dân G. G. Mestnikov. Ủy ban đã trình bày một phiên bản mới của bài quốc ca, mang tên "Bài hát của Người hầu" (Tiếng Yakut: Саргы ырыата, Sargi ırıata). Lời bài hát được viết bởi Savva Tarasov và Mikhail Tarasov, và âm nhạc được sáng tác bởi Kirill Gerasov.

### Sự chấp thuận
Vào ngày 26 tháng 3 năm 2003, Nguyên thủ Cộng hòa Sakha, Vyacheslav Shtyrov, đã ban hành một nghị định thành lập một ủy ban mới để chuẩn bị vấn đề quốc ca, dưới sự lãnh đạo của E.S. Nikitina. Vào ngày 15 tháng 7 năm 2004, bài quốc ca đã được Hội đồng phê chuẩn.
Vào ngày 27 tháng 4 năm 2004, buổi biểu diễn chính thức đầu tiên của bài quốc ca đã diễn ra vào Ngày Cộng hòa.

## Các bài quốc ca trước

### Sargılardaah sahalarbıt
Bài hát Sakha, được bao phủ bởi hạnh phúc (tiếng Yakut: Саргылардаах сахаларбыт, Sargılardaah sahalarbıt, Tiếng Nga: Овеянный счастьем якут, Oveyannyy schast'yem yakut) được Cộng hoà Tungus sử dụng làm quốc ca. Bài hát này được phổ nhạc bởi Adam Skryabin, và lời bài hát dựa theo bài thơ của Alampa "Ыччат сахаларга". Bài thơ được viết vào năm 1917.

### Quốc tế ca
"Quốc tế ca" (Tiếng Yakut: Интернационал, Internatsional, Bảng chữ cái Novgorodov: internessijene:l) là quốc ca của Liên Xô và của Nga Xô viết từ năm 1922 đến năm 1944.
Bản dịch tiếng Yakut của bài quốc ca đã được lên kế hoạch để được viết bởi Semyon Novgorodov. Tuy nhiên, vì không biết gì về lời bài hát của bài quốc ca, ông đã giao nhiệm vụ cho Platon Oyunsky. Nó được hoàn thành vào ngày 7 tháng 12 năm 1921. Bản dịch được xuất bản lần đầu trên tờ báo "Công xã Lena" vào ngày 15 tháng 12 năm 1921.

### Quốc ca Liên bang Xô viết
"Quốc ca Liên bang Xô viết" (Tiếng Nga: Госуда́рственный гимн Сове́тского Сою́за, Gosudárstvenny gimn Sovétskogo Soyúza, Tiếng Yakut: Сэбиэскэй Сойуус өрөгөйүн ырыата, Sebieskey Soyuus örögöyün ırıata) là quốc ca của Liên Xô và Nga Xô viết từ năm 1944 đến năm 1991, thay thế cho "Quốc tế ca".

#### Sử dụng tại CHXHCNXVTT Yakut
Sau khi tạo ra quốc ca này, bản thân bài quốc ca đã được phổ biến khắp Liên Xô. Trong CHXHCNXVTT Yakut, Ủy ban khu vực Yakut của Đảng Cộng sản Liên Xô đã ra lệnh cho tất cả các ủy ban quận và thành phố tổ chức phổ biến quốc ca với sự giúp đỡ của báo chí, đài phát thanh và thành lập các nhóm nghiên cứu cho lời bài hát, kể cả trong tiếng Yakut.
Hội đồng Nhân dân CHXHCNXVTT Yakut cũng đã ra lệnh cho Ủy ban Phát thanh ghi âm lại phiên bản tiếng Yakut của bài quốc ca và phát sóng một cách có hệ thống. Tổng cộng có 15.000 bản copy của lời bài hát đã được xuất bản và phát trên các tờ rơi đầy màu sắc.

#### Lời tiếng Yakut của bài quốc ca
Bản dịch chính thức của quốc ca trong tiếng Yakut đã được phê duyệt thông qua một ủy ban đặc biệt. Ủy ban bao gồm người đứng đầu APO của ủy ban khu vực Yakut Zakharov, Ủy ban Giáo dục Nhân dân Chemezov, nhà sử học G.P. Basharin và nhà soạn nhạc Mark Zhirkov.
Ủy ban đã nhận được chín bản dịch từ khắp nơi tại CHXHCNXVTT Yakut. Trong tất cả các lời bài hát được gửi, chỉ có lời bài hát của Nikolai Egorovich Mordinov và nhà thơ Serge Stepanovich Vasilyev được chọn. Cả hai đều được hướng dẫn kết hợp cả dịch thuật và trau chuốt chúng vào ngày 12 tháng 1 năm 1944. Bản dịch cuối cùng được chấp thuận bởi Đoàn chủ tịch tối cao Liên Xô vào ngày 26 tháng 6 năm 1944.

## Sakha ırıata
"Bài hát của Sakha" (Tiếng Yakut: Саха ырыата, Sakha ırıata) là một bài thơ của Alampa được sáng tác năm 1919. Bài thơ được phổ nhạc bởi Adam Skryabin.
Bài hát đã trở thành một biểu tượng của cuộc kháng chiến chống lại sự cai trị của Liên Xô ở khu vực Yakut từ năm 1921 đến năm 1923, đến nỗi tác giả của bài thơ, Alampa, được gắn mác là "tư sản dân tộc". Alampa bị gửi đến trại giam Solovki sau khi bị bắt. Nhà soạn nhạc của bài hát, Adam Skryabin, đã ra nước ngoài để trốn tránh cuộc đàn áp và bị đưa ra "xét xử vắng mặt".
Sau một thời gian dài, bài hát được chính phủ Liên Xô cho phép biểu diễn công khai. Buổi biểu diễn công khai đầu tiên của bài hát này là trong lễ kỷ niệm Ngày Chiến thắng ở CHXHCNXVTT Yakut năm 1945, từ một bản ghi âm. Bài hát đã được đề xuất để trở thành quốc ca của Cộng hòa Sakha vào năm 1990.

## Lời

### Tiếng Yakut
| Ký tự Cyrill | Latinh hóa | Chuyển tự IPA |
| Đoạn 1 | | |
| Сахам сирэ дьоллоох тускуга Саһарҕалыы ыҥыра ыллыыр, Илинтэн арҕаа ол кустуга Алмаас таас курдук сандаара сырдыыр.   | Saxam sire colloox tuskuga Saharğalıı ıñıra ıllıır, İlinten arğaa ol kustuga Almaas taas kurduk sandaara sırdıır.     | /saxam siɾe ɟolloːx tuskuga/ /sahaɾɣalɯː ɯŋɯɾɑ ɯllɯːɾ ǀ/ /ilinten aɾɣaː ol kustuga/ /almaːs taːs kuɾduk sandaːɾa sɯɾdɯːɾ ǁ/       |
| Điệp khúc | | |
| Барҕа быйаҥнаах Сахам дойдута Модун Россия киэн туттуута, Өркөн-өрөгөй тойугун туойдун, Үүнэр үйэҕэ үрдүү туруохтун! | Barğa bıyañnaax Saxam doyduta Modun Rossiya kien tuttuuta; Örkön-örögöy toyugun tuoydun, Üüner üyeğe ürdüü turuoxtun! | /baɾɣa bɯjaŋnaːx saxam dojduta/ /modun rossija kien tuttuːtɑ ǀ/ /øɾkøn øɾøgøj tojugun tuojdun \|/ /yːneɾ yjeɣe yɾdyː turuoxtun ‖/ |
| Đoạn 2 | | |
| Үллэр үөстээх Өлүөнэ Эбэ Өлбөт-мэҥэ угуттуур уулаах. Элбэх омукка эрчим эбэр, Или-эйэни олохтуур уохтаах.            | Üller üösteex Ölüöne Ebe Ölböt-meñe uguttuur uulaax. Elbex omukka erçim eber, İli-eyeni oloxtuur uoxtaax.             | /ylleɾ yøsteːx ølyøne ebe/ /ølbøt meŋe uguttuːɾ uːlaːx ‖/ /elbex omukka eɾcim ebeɾ \|/ /ili ejeni oloxtuːɾ uoxtɑːx ‖/             |
| Điệp khúc | | |
| Барҕа быйаҥнаах Сахам дойдута Модун Россия киэн туттуута, Өркөн-өрөгөй тойугун туойдун, Үүнэр үйэҕэ үрдүү туруохтун! | Barğa bıyañnaax Saxam doyduta Modun Rossiya kien tuttuuta; Örkön-örögöy toyugun tuoydun, Üüner üyeğe ürdüü turuoxtun! | /baɾɣa bɯjaŋnaːx saxam dojduta/ /modun rossija kien tuttuːtɑ ǀ/ /øɾkøn øɾøgøj tojugun tuojdun \|/ /yːneɾ yjeɣe yɾdyː turuoxtun ‖/ |
| Đoạn 3 | | |
| Ааспыт кэммит айхаллаах суола Арчылыыр аар алгыһын биэрдэ, Сахабыт сирэ дьоһун дуолан Сайдыы аартыгар түөрэҕэ түстэ. | Aaspıt kemmit ayxallaax suola Arçılıır aar algıhın bierde, Saxabıt sire cohun duolan Saydıı aartıgar tüöreğe tüste.   | /aːspɯt kemmit ɑjxallaːx suola/ /aɾcɯlɯːɾ aːɾ algɯhɯn bieɾde \|/ /saxabɯt siɾe ɟohun duolan/ /sajdɯː aːɾtɯgaɾ tyøɾeɣe tyste ‖/    |
| Điệp khúc | | |
| Барҕа быйаҥнаах Сахам дойдута Модун Россия киэн туттуута, Өркөн-өрөгөй тойугун туойдун, Үүнэр үйэҕэ үрдүү туруохтун! | Barğa bıyañnaax Saxam doyduta Modun Rossiya kien tuttuuta; Örkön-örögöy toyugun tuoydun, Üüner üyeğe ürdüü turuoxtun! | /baɾɣa bɯjaŋnaːx saxam dojduta/ /modun rossija kien tuttuːtɑ ǀ/ /øɾkøn øɾøgøj tojugun tuojdun \|/ /yːneɾ yjeɣe yɾdyː turuoxtun ‖/ |

### Tiếng Nga
| Ký tự Cyrill | Latinh hoá |
| --- | --- |
| I Якутия, ты светом зари К добру и счастью всех нас зовёшь, Алмазной радугой ты горишь И нас к победам грядущим ведёшь. Припев: Цвети и крепни, родная земля, Расти и славься, Якутия. Краса и гордость России ты всей, Тебя раздольней нет и щедрей. II Привольно Лена наша течёт, Водой живой до края полна. Она согласье и силу несёт Дарует мир всем народам она. Припев III Земля Саха, святыни твои С вершин веков напутствуют нас. Мы путь продолжили предков своих, И с честью мы их исполним наказ. Припев | I Jakutija, ty svetom zari K dobru i sčastjju vseh nas zovjošj, Almaznoj radugoj ty gorišj I nas k pobedam grjadušcim vedjoš. Pripev: Cveti i krepni, rodnaja zemlja, Rasti i slavjsja, Jakutija. Krasa i gordostj Rossii ty vsej, Tebja razdoljnej net i šcedrej. II Privoljno Lena naša tečjot, Vodoj živoj do kraja polna. Ona soglasje i silu nesjot Darujet mir vsem narodam ona. Pripev III Zemlja Saha, svjatyni tvoi S veršin vekov naputstvujut nas. My putj prodolžili predkov svoih, I s čestjju my ih ispolnim nakaz. Pripev |